# Hadassah Rubin
Hadassah Rubin (hebräisch הדסה רובין; geboren 1912 in Jampil, Podolien, Russisches Kaiserreich; gestorben 2003 in Haifa) war eine polnisch-israelische Schriftstellerin des Jiddischen.

## Leben
Hadassah Rubin war Kind in einer armen Familie. Nach dem Ersten Weltkrieg lebte die Familie in Polen in Zbaraż und später in Kremenez, wo Rubin das Gymnasium abschloss. Rubin wurde Mitglied der Kommunistischen Partei Polens und war aus politischen Gründen mehrere Jahre in politischer Gefängnishaft in Kremenez. Sie schrieb Gedichte, sowohl persönliche als auch politische, zunächst in polnischer Sprache. Als Antwort auf einen antisemitischen Exzess von Studenten gegen ihren Vater wechselte sie ins Jiddische. Seit 1932 lebte Rubin im seinerzeit polnischen Wilna, wo sie sich 1934 der Literatengruppe „Yung-Vilne“ anschloss. Ihr literarisches Debüt in jiddischer Sprache machte sie in Salman Reisens jiddischer Zeitung Wilner Tog.
Die deutsche Judenverfolgung im Zweiten Weltkrieg und die Vernichtung des Judentums in Wilna überlebte Rubin durch ihre Flucht in die Sowjetunion, wo sie in Frunse in Kirgisistan untergebracht wurde. Nach Ende des Krieges ging sie in das von Polen okkupierte Stettin und leitete dort von 1948 bis 1952 das regionale Büro der Sozial-Kulturellen Gesellschaft der Juden in Polen. 1953 zog sie mit Ehemann Fransiszek Karp und Tochter nach Warschau, wo sie als Zeitungsredakteurin arbeitete. 1953 erschien ihr erster Gedichtband, dem noch in den 1950er Jahren zwei weitere folgten. Sie war von 1956 bis 1959 Redakteurin der Literaturzeitschrift Yidishe shriftn.
Eine erneute Welle des polnischen Antisemitismus vertrieb Rubins Familie, die 1960 nach Israel emigrierte und in einem Vorort von Tel Aviv unterkam, später wohnten sie in Haifa. In Israel schuf sie, unter neuen Eindrücken, vier weitere Gedichtbände, gefördert von Avrom Sutzkever und dessen Literaturzeitschrift Di goldene keyt. Zudem übersetzte sie Lyrik von Julian Tuwim vom Polnischen ins Hebräische. Rubin erhielt in Israel den Dovid Hofshteyn Literaturpreis.

## Werke
- Mayn gas iz in fener. Warschau 1953
- Veytik un freyd. Warschau, 1955
- Trit in der nakht. Warschau, 1957
- Fun mentsh tsu mentsh.Tel Aviv, 1964
- In tsugvint. Tel Aviv, 1981
- Eyder tog: Lider. Tel Aviv, 1988
- Rays nisht op di blum. Tel Aviv, 1995